# Daniela Alfinito

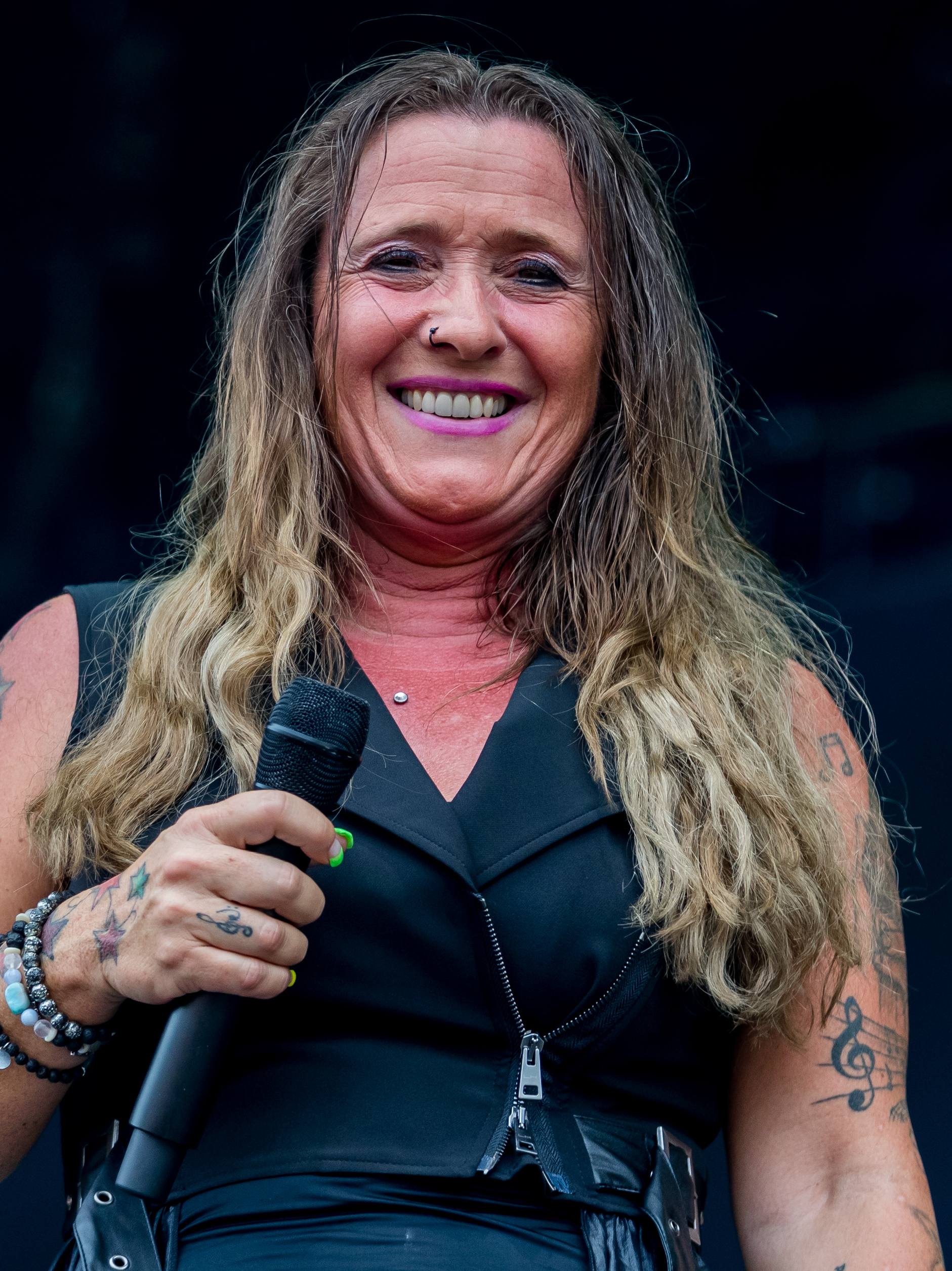
Daniela Alfinito 2023 in Natz-Schabs, Südtirol

Daniela Alfinito (* 11. März 1971 in Villingen, Hessen als Daniela Ulrich) ist eine deutsche Schlagersängerin.

## Leben
Daniela Alfinito ließ sich nach der Schule zur Altenpflegerin ausbilden. Erstmals im Alter von sieben Jahren musikalisch aktiv, verstärkt sie seit 2000 das Musikduo Die Amigos ihres Vaters Bernd Ulrich und ihres Onkels Karl-Heinz Ulrich. Seit 2003 begleitet sie die beiden regelmäßig bei Konzerten. Im Jahr 2003 veröffentlichte sie unter dem Künstlernamen Daniela, in Eigenproduktion und mit Unterstützung ihres Vaters und ihres Onkels, ihr erstes Soloalbum.
Den musikalischen Durchbruch als Solokünstlerin erzielte sie 2008 mit ihrem zweiten Album Bahnhof der Sehnsucht. Im März 2010 erschien mit Wahnsinn ein weiteres Album. 2012 folgte das Album Komm und tanz mit mir. 2015 veröffentlichte sie mit Ein bisschen sterben ihr fünftes Album und erreichte erstmals Platzierungen in den deutschen, österreichischen und Schweizer Charts. Im August 2016 erschien mit Das Beste ein Best-of-Album, welches sich ebenfalls wieder in den deutschen, österreichischen und Schweizer Charts platzieren konnte.
Am 14. Juli 2017 erschien mit Sag mir wo bist du ihre dritte Veröffentlichung beim Label Telamo. Mit ihrem 2019 veröffentlichten Album Du warst jede Träne wert erreichte Alfinito erstmals Platz eins der Charts, von dem sie Udo Lindenberg verdrängte. Auch ihr Folgealbum Liebes-Tattoo schaffte es im Januar 2020 auf Platz eins der deutschen Albumcharts. Das Gleiche gelang ihr im Januar 2022 mit dem Album Löwenmut.
Daniela Alfinito war von 1995 bis 2021 mit Domenico Alfinito verheiratet und hat einen Sohn. Sie lebt in Hungen.

## Diskografie
Studioalben

| Jahr | Titel Musiklabel                                           | Höchstplatzierung, Gesamtwochen, AuszeichnungChartplatzierungen (Jahr, Titel, Musiklabel, Platzierungen, Wochen, Auszeichnungen, Anmerkungen) | Höchstplatzierung, Gesamtwochen, AuszeichnungChartplatzierungen (Jahr, Titel, Musiklabel, Platzierungen, Wochen, Auszeichnungen, Anmerkungen) | Höchstplatzierung, Gesamtwochen, AuszeichnungChartplatzierungen (Jahr, Titel, Musiklabel, Platzierungen, Wochen, Auszeichnungen, Anmerkungen) | Anmerkungen                           |
| Jahr | Titel Musiklabel                                           | DE | AT | CH | Anmerkungen                           |
| ---- | ---------------------------------------------------------- | --- | --- | --- | ------------------------------------- |
| 2003 | Ich vermisse Dich nicht … Eigenproduktion                  | — | — | — | Erstveröffentlichung: 2003            |
| 2008 | Bahnhof der Sehnsucht MCP Sound & Media (MCP)              | — | — | — | Erstveröffentlichung: 22. August 2008 |
| 2010 | Wahnsinn Electrola (EMI)                                   | — | — | — | Erstveröffentlichung: 19. März 2010   |
| 2012 | Komm und tanz mit mir MCP Sound & Media • VM Records (MCP) | — | — | — | Erstveröffentlichung: 8. Juni 2012    |
| 2015 | Ein bisschen sterben Telamo (Sony)                         | DE5 (7 Wo.)DE | AT6 (1 Wo.)AT | CH28 (1 Wo.)CH | Erstveröffentlichung: 29. Mai 2015    |
| 2017 | Sag mir wo bist du Telamo (WMG)                            | DE5 (3 Wo.)DE | AT6 (2 Wo.)AT | CH21 (1 Wo.)CH | Erstveröffentlichung: 14. Juni 2017   |
| 2019 | Du warst jede Träne wert Telamo (WMG)                      | DE1 (22 Wo.)DE | AT4 (6 Wo.)AT | CH7 (6 Wo.)CH | Erstveröffentlichung: 4. Januar 2019  |
| 2020 | Liebes-Tattoo Telamo (WMG)                                 | DE1 (21 Wo.)DE | AT1 (7 Wo.)AT | CH1 (8 Wo.)CH | Erstveröffentlichung: 3. Januar 2020  |
| 2021 | Splitter aus Glück Telamo (WMG)                            | DE1 (23 Wo.)DE | AT1 (14 Wo.)AT | CH1 (13 Wo.)CH | Erstveröffentlichung: 8. Januar 2021  |
| 2022 | Löwenmut Telamo (WMG)                                      | DE1 (13 Wo.)DE | AT1 (10 Wo.)AT | CH3 (8 Wo.)CH | Erstveröffentlichung: 7. Januar 2022  |
| 2023 | Frei und grenzenlos Telamo (WMG)                           | DE1 (10 Wo.)DE | AT1 (6 Wo.)AT | CH2 (5 Wo.)CH | Erstveröffentlichung: 6. Januar 2023  |
| 2024 | Einfach echt Telamo (WMG)                                  | DE2 (4 Wo.)DE | AT1 (3 Wo.)AT | CH3 (3 Wo.)CH | Erstveröffentlichung: 5. Januar 2024  |
| 2025 | Blick nach vorn Telamo (WMG)                               | DE2 (2 Wo.)DE | AT2 (2 Wo.)AT | CH8 (2 Wo.)CH | Erstveröffentlichung: 3. Januar 2025  |

## Auszeichnungen
- Die Eins der Besten
  - 2021: in der Kategorie „Sängerin des Jahres“[6]
- smago! Award
  -  Deutschland
    - 2014: in der Kategorie „Diskotheken-Dauerhit“ (Bahnhof der Sehnsucht)
    - 2021: in der Kategorie „Doppel-Triple-Award“[7]

  -  Österreich und  Südtirol
    - 2019: in der Kategorie „Durchstarterin aus Deutschland“[8]